# Xanthostigma aloysianum
Xanthostigma aloysianum là một loài côn trùng trong họ Raphidiidae thuộc bộ Raphidioptera. Loài này được A. Costa miêu tả năm 1855.